# Chambles
Chambles là một xã trong tỉnh Loire miền trung nước Pháp.